# Trigoniodendron spiritusanctense
Trigoniodendron spiritusanctense, também conhecido como torradinho-branco, torradinho, torradinho-branco ou torradinho, é uma espécie de planta do gênero Trigoniodendron e da família Trigoniaceae.  O nome científico é derivado do local onde foi coletado o holótipo, o estado do Espírito Santo. Espécie coletada
com flores nos meses de setembro, outubro e novembro. Com frutos em abril e
setembro. 

## Taxonomia
A espécie foi descrita em 1987 por J.R. Miguel, J.R. Miguel, Elsie Franklin Guimarães e Elsie Franklin Guimarães. 

## Forma de vida
É uma espécie terrícola e arbórea. 

## Conservação
A espécie faz parte da Lista Vermelha das espécies ameaçadas do estado do Espírito Santo, no sudeste do Brasil. A lista foi publicada em 13 de junho de 2005 por intermédio do decreto estadual nº 1.499-R. 

## Distribuição
A espécie é encontrada nos estados brasileiros de Espírito Santo e Rio de Janeiro. 
A espécie é encontrada no domínio fitogeográfico de Mata Atlântica, em regiões com vegetação de floresta ombrófila pluvial.